# رولاندو ماندراغورا
رولاندو ماندراغورا (بالإيطالية: Rolando Mandragora)‏ (29 يونيو 1997 إيطاليا - ) هو لاعب كرة قدم إيطالي، يلعب كلاعب وسط.

## روابط خارجية
- رولاندو ماندراغورا على موقع الاتحاد الدولي (مؤرشف)  (الإنجليزية)
- رولاندو ماندراغورا على موقع الاتحاد الأوربي (الإنجليزية)
- رولاندو ماندراغورا على موقع قاعدة بيانات كرة القدم.إي يو (الإنجليزية)
- رولاندو ماندراغورا على موقع ليكيب (الفرنسية)
- رولاندو ماندراغورا على موقع ناشيونال فوتبول تيمز (الإنجليزية)
- رولاندو ماندراغورا على موقع Soccerway.com (الإنجليزية)
- رولاندو ماندراغورا على موقع عالم كرة القدم.نت (الإنجليزية)
- رولاندو ماندراغورا على موقع AS.com (الإسبانية)